# Вид на жительство лица без гражданства (Россия)

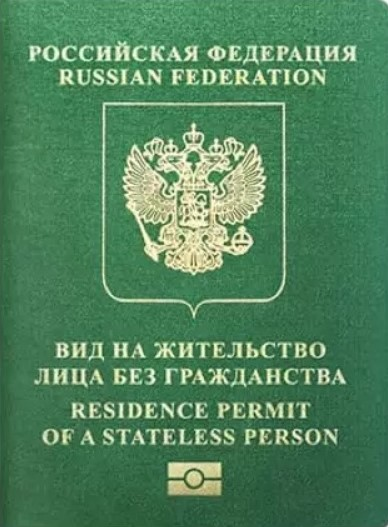
Российский вид на жительство лица без гражданства, содержащий электронный носитель информации.

Вид на жительство лица без гражданства — подтип вида на жительство Российской Федерации, выдаваемый лицам без гражданства властями России. В частности, такой ВНЖ выдаётся лицам, проживающим в Российской Федерации, которые вышли из гражданства Российской Федерации, не имея при этом иного гражданства. Данный документ удостоверяет их личность.